# 高浟
高 浟（こう ゆう、533年 - 564年）は、中国の北斉の皇族。彭城景思王。字は子深。高歓の五男。母は大爾朱氏。

## 経歴
元象2年（539年）、通直散騎常侍に任じられ、長楽郡公に封じられた。武定6年（548年）、滄州刺史として出向した。後に都督・定州刺史に転じた。
天保元年（550年）5月に北斉が建てられると、6月に高浟は彭城王に封じられた。天保4年（553年）、定州から鄴に召還されて侍中となった。天保7年（556年）、司州牧に転じた。天保9年（558年）4月、特進を加えられ、司州牧のまま司空・太尉を兼ねた。太妃が死去すると、解任された。まもなく司州牧にもどった。天保10年（559年）閏4月、司空に任じられ、太尉を兼ねた。乾明元年（560年）2月、開府儀同三司・尚書令・大宗正卿に任じられた。皇建元年8月、孝昭帝が即位すると、高浟は大司馬となり、尚書令を兼ねた。皇建2年（561年）10月、太保に転じた。大寧元年11月、武成帝が即位すると、高浟は太師・録尚書事となった。
武成帝が巡幸に向かうたびに、つねに高浟は鄴に留まった。河清3年（564年）3月、田子礼ら数十人が高浟を拉致して皇帝に擁立しようと計画した。田子礼らは使者と偽って高浟の邸に向かい、内室に入り込むと、勅と称して高浟を引っ張って乗馬させ、白刃で脅して南殿に向かわせようとした。高浟は大声で叫んで抵抗したため、殺害された。享年は32。仮黄鉞・太師・太尉・録尚書事の位を追贈された。

## 人物・逸話
- 高浟の名前は、北魏孝荘帝元子攸（大爾朱氏の2番目の夫）のと同音相似。また、最初の封号（長楽郡）も、元子攸の即位前の封号。
- 博士の韓毅が高浟に書を教えたが、高浟の筆跡がまだ上手でないのを見て、「五郎（高浟）どのの書画がこのようなものであっては、常侍や開国公（といった高い地位）になることはできますまい。今日の後はさらに注意しないといけませんよ」とからかった。高浟は「むかし甘羅は幼くして秦の相となりましたが、書が上手だったとは聞きません。およそ人は才能が備わっているかどうかで論じられるので、どうして筆跡を誇る必要がありましょうか。博士は書がおできになるのに、どうして三公にならなかったのですか」と答えた。このとき高浟の年は8歳であった。韓毅はたいへん恥じ入った[1][28][29]。
- 高浟が滄州刺史のとき、官吏を厳しく監察して、州内の綱紀は粛然とした。太守や県令の補佐官から、下は胥吏にいたるまで、行遊往来のさいには食糧を自弁させた。湿沃県主簿の張達が滄州を訪れたとき、夜に民家に投宿して、代金を払わずに鶏のあつものを食べた。高浟がこのことを知ると、太守や県令を集めてこれを非難し、張達を刑に服させた。またロバに鹿の干し肉を背負わせて幽州からやって来た者があったが、滄州の境でロバと干し肉を盗まれてしまった。翌朝、被害者はこのことを滄州に訴えた。高浟は属僚たちを市場に分遣して、価格を度外視して鹿の干し肉を求めさせると、盗んだ者を捕らえることができた[30][8][9]。
- 高浟が定州刺史のとき、背中に白い毛のある黒牛が盗まれる事件があった。高浟が上府の市で牛皮を倍の値段で求めさせると、盗人を捕らえることができた。また王という老女が作っていた菜畑でたびたび作物が盗まれる事件があった。高浟は人を派遣して菜葉に字を書いておき、盗みのあった翌日に市場を調べさせると、菜葉に字のあるのを見つけて、盗賊を捕らえることができた[7][8][9]。
- 高浟が定州刺史を離任するとき、民衆や官吏は送別を悲しんだ。老人数百人が土産を携えて現れ、「殿下が定州にいらしてから5年、官吏は民衆を騙さなくなり、今日の良治に巡りあいました。ただ殿下はこの郷の水を飲まれましたが、まだこの郷の食事を召し上がっておられません。粗末なものですが差し上げましょう」と言った。高浟はかれらの意を重んじて、一口食べた[7][8][9]。
- 高浟が殺害される前、高浟の妃の鄭氏は人が高浟の頭を斬って持ち去る夢を見て、その数日後に高浟が殺された[24][25][26]。

## 息子
- 高宝徳（後嗣、開府儀同三司・尚書左僕射）[27][25][26]
- 高準（永安王高浚の後を嗣いだ）[31][2][3]

## 伝記資料
- 『北斉書』巻10 列伝第2
- 『北史』巻51 列伝第39